# Митрофанов, Леопольд Адамович
Леопо́льд Ада́мович Митрофа́нов (2 июля 1932, Ленинград — 26 ноября 1992) — советский шахматный композитор, международный мастер (1980) и международный арбитр (1971) по шахматной композиции. Основная профессия: инженер-химик.
С 1950 опубликовал свыше 250 этюдов, из них 30 отмечены первыми призами. Финалист восьми личных чемпионатов СССР по шахматной композиции — 1955, 1959, 1962, 1965, 1971, 1984, 1985, 1992. В 5-м чемпионате (1959) — 2-е место по этюдам. На конкурсах ФИДЕ (1957—1958) удостоен золотой медали (совместно с В. Корольковым). Рейтинг в Альбомах ФИДЕ на 24 августа 2023 года — 38,89 балла.
Стремился к созданию острых, необычных по форме этюдов с участием ферзей в качестве главных действующих фигур.

## Этюды
|   | a | b | c | d | e | f | g | h |   |
| - | --- | --- | --- | --- | --- | --- | --- | --- | - |
| 8 | a7 чёрный король · a6 белая пешка · d6 чёрный слон · g6 белая пешка · a5 белый король · b5 белая пешка · d5 белая пешка · e5 чёрный конь · h5 белая пешка · e4 белая ладья · g2 чёрный конь · h2 чёрная пешка | a7 чёрный король · a6 белая пешка · d6 чёрный слон · g6 белая пешка · a5 белый король · b5 белая пешка · d5 белая пешка · e5 чёрный конь · h5 белая пешка · e4 белая ладья · g2 чёрный конь · h2 чёрная пешка | a7 чёрный король · a6 белая пешка · d6 чёрный слон · g6 белая пешка · a5 белый король · b5 белая пешка · d5 белая пешка · e5 чёрный конь · h5 белая пешка · e4 белая ладья · g2 чёрный конь · h2 чёрная пешка | a7 чёрный король · a6 белая пешка · d6 чёрный слон · g6 белая пешка · a5 белый король · b5 белая пешка · d5 белая пешка · e5 чёрный конь · h5 белая пешка · e4 белая ладья · g2 чёрный конь · h2 чёрная пешка | a7 чёрный король · a6 белая пешка · d6 чёрный слон · g6 белая пешка · a5 белый король · b5 белая пешка · d5 белая пешка · e5 чёрный конь · h5 белая пешка · e4 белая ладья · g2 чёрный конь · h2 чёрная пешка | a7 чёрный король · a6 белая пешка · d6 чёрный слон · g6 белая пешка · a5 белый король · b5 белая пешка · d5 белая пешка · e5 чёрный конь · h5 белая пешка · e4 белая ладья · g2 чёрный конь · h2 чёрная пешка | a7 чёрный король · a6 белая пешка · d6 чёрный слон · g6 белая пешка · a5 белый король · b5 белая пешка · d5 белая пешка · e5 чёрный конь · h5 белая пешка · e4 белая ладья · g2 чёрный конь · h2 чёрная пешка | a7 чёрный король · a6 белая пешка · d6 чёрный слон · g6 белая пешка · a5 белый король · b5 белая пешка · d5 белая пешка · e5 чёрный конь · h5 белая пешка · e4 белая ладья · g2 чёрный конь · h2 чёрная пешка | 8 |
| 7 | a7 чёрный король · a6 белая пешка · d6 чёрный слон · g6 белая пешка · a5 белый король · b5 белая пешка · d5 белая пешка · e5 чёрный конь · h5 белая пешка · e4 белая ладья · g2 чёрный конь · h2 чёрная пешка | a7 чёрный король · a6 белая пешка · d6 чёрный слон · g6 белая пешка · a5 белый король · b5 белая пешка · d5 белая пешка · e5 чёрный конь · h5 белая пешка · e4 белая ладья · g2 чёрный конь · h2 чёрная пешка | a7 чёрный король · a6 белая пешка · d6 чёрный слон · g6 белая пешка · a5 белый король · b5 белая пешка · d5 белая пешка · e5 чёрный конь · h5 белая пешка · e4 белая ладья · g2 чёрный конь · h2 чёрная пешка | a7 чёрный король · a6 белая пешка · d6 чёрный слон · g6 белая пешка · a5 белый король · b5 белая пешка · d5 белая пешка · e5 чёрный конь · h5 белая пешка · e4 белая ладья · g2 чёрный конь · h2 чёрная пешка | a7 чёрный король · a6 белая пешка · d6 чёрный слон · g6 белая пешка · a5 белый король · b5 белая пешка · d5 белая пешка · e5 чёрный конь · h5 белая пешка · e4 белая ладья · g2 чёрный конь · h2 чёрная пешка | a7 чёрный король · a6 белая пешка · d6 чёрный слон · g6 белая пешка · a5 белый король · b5 белая пешка · d5 белая пешка · e5 чёрный конь · h5 белая пешка · e4 белая ладья · g2 чёрный конь · h2 чёрная пешка | a7 чёрный король · a6 белая пешка · d6 чёрный слон · g6 белая пешка · a5 белый король · b5 белая пешка · d5 белая пешка · e5 чёрный конь · h5 белая пешка · e4 белая ладья · g2 чёрный конь · h2 чёрная пешка | a7 чёрный король · a6 белая пешка · d6 чёрный слон · g6 белая пешка · a5 белый король · b5 белая пешка · d5 белая пешка · e5 чёрный конь · h5 белая пешка · e4 белая ладья · g2 чёрный конь · h2 чёрная пешка | 7 |
| 6 | a7 чёрный король · a6 белая пешка · d6 чёрный слон · g6 белая пешка · a5 белый король · b5 белая пешка · d5 белая пешка · e5 чёрный конь · h5 белая пешка · e4 белая ладья · g2 чёрный конь · h2 чёрная пешка | a7 чёрный король · a6 белая пешка · d6 чёрный слон · g6 белая пешка · a5 белый король · b5 белая пешка · d5 белая пешка · e5 чёрный конь · h5 белая пешка · e4 белая ладья · g2 чёрный конь · h2 чёрная пешка | a7 чёрный король · a6 белая пешка · d6 чёрный слон · g6 белая пешка · a5 белый король · b5 белая пешка · d5 белая пешка · e5 чёрный конь · h5 белая пешка · e4 белая ладья · g2 чёрный конь · h2 чёрная пешка | a7 чёрный король · a6 белая пешка · d6 чёрный слон · g6 белая пешка · a5 белый король · b5 белая пешка · d5 белая пешка · e5 чёрный конь · h5 белая пешка · e4 белая ладья · g2 чёрный конь · h2 чёрная пешка | a7 чёрный король · a6 белая пешка · d6 чёрный слон · g6 белая пешка · a5 белый король · b5 белая пешка · d5 белая пешка · e5 чёрный конь · h5 белая пешка · e4 белая ладья · g2 чёрный конь · h2 чёрная пешка | a7 чёрный король · a6 белая пешка · d6 чёрный слон · g6 белая пешка · a5 белый король · b5 белая пешка · d5 белая пешка · e5 чёрный конь · h5 белая пешка · e4 белая ладья · g2 чёрный конь · h2 чёрная пешка | a7 чёрный король · a6 белая пешка · d6 чёрный слон · g6 белая пешка · a5 белый король · b5 белая пешка · d5 белая пешка · e5 чёрный конь · h5 белая пешка · e4 белая ладья · g2 чёрный конь · h2 чёрная пешка | a7 чёрный король · a6 белая пешка · d6 чёрный слон · g6 белая пешка · a5 белый король · b5 белая пешка · d5 белая пешка · e5 чёрный конь · h5 белая пешка · e4 белая ладья · g2 чёрный конь · h2 чёрная пешка | 6 |
| 5 | a7 чёрный король · a6 белая пешка · d6 чёрный слон · g6 белая пешка · a5 белый король · b5 белая пешка · d5 белая пешка · e5 чёрный конь · h5 белая пешка · e4 белая ладья · g2 чёрный конь · h2 чёрная пешка | a7 чёрный король · a6 белая пешка · d6 чёрный слон · g6 белая пешка · a5 белый король · b5 белая пешка · d5 белая пешка · e5 чёрный конь · h5 белая пешка · e4 белая ладья · g2 чёрный конь · h2 чёрная пешка | a7 чёрный король · a6 белая пешка · d6 чёрный слон · g6 белая пешка · a5 белый король · b5 белая пешка · d5 белая пешка · e5 чёрный конь · h5 белая пешка · e4 белая ладья · g2 чёрный конь · h2 чёрная пешка | a7 чёрный король · a6 белая пешка · d6 чёрный слон · g6 белая пешка · a5 белый король · b5 белая пешка · d5 белая пешка · e5 чёрный конь · h5 белая пешка · e4 белая ладья · g2 чёрный конь · h2 чёрная пешка | a7 чёрный король · a6 белая пешка · d6 чёрный слон · g6 белая пешка · a5 белый король · b5 белая пешка · d5 белая пешка · e5 чёрный конь · h5 белая пешка · e4 белая ладья · g2 чёрный конь · h2 чёрная пешка | a7 чёрный король · a6 белая пешка · d6 чёрный слон · g6 белая пешка · a5 белый король · b5 белая пешка · d5 белая пешка · e5 чёрный конь · h5 белая пешка · e4 белая ладья · g2 чёрный конь · h2 чёрная пешка | a7 чёрный король · a6 белая пешка · d6 чёрный слон · g6 белая пешка · a5 белый король · b5 белая пешка · d5 белая пешка · e5 чёрный конь · h5 белая пешка · e4 белая ладья · g2 чёрный конь · h2 чёрная пешка | a7 чёрный король · a6 белая пешка · d6 чёрный слон · g6 белая пешка · a5 белый король · b5 белая пешка · d5 белая пешка · e5 чёрный конь · h5 белая пешка · e4 белая ладья · g2 чёрный конь · h2 чёрная пешка | 5 |
| 4 | a7 чёрный король · a6 белая пешка · d6 чёрный слон · g6 белая пешка · a5 белый король · b5 белая пешка · d5 белая пешка · e5 чёрный конь · h5 белая пешка · e4 белая ладья · g2 чёрный конь · h2 чёрная пешка | a7 чёрный король · a6 белая пешка · d6 чёрный слон · g6 белая пешка · a5 белый король · b5 белая пешка · d5 белая пешка · e5 чёрный конь · h5 белая пешка · e4 белая ладья · g2 чёрный конь · h2 чёрная пешка | a7 чёрный король · a6 белая пешка · d6 чёрный слон · g6 белая пешка · a5 белый король · b5 белая пешка · d5 белая пешка · e5 чёрный конь · h5 белая пешка · e4 белая ладья · g2 чёрный конь · h2 чёрная пешка | a7 чёрный король · a6 белая пешка · d6 чёрный слон · g6 белая пешка · a5 белый король · b5 белая пешка · d5 белая пешка · e5 чёрный конь · h5 белая пешка · e4 белая ладья · g2 чёрный конь · h2 чёрная пешка | a7 чёрный король · a6 белая пешка · d6 чёрный слон · g6 белая пешка · a5 белый король · b5 белая пешка · d5 белая пешка · e5 чёрный конь · h5 белая пешка · e4 белая ладья · g2 чёрный конь · h2 чёрная пешка | a7 чёрный король · a6 белая пешка · d6 чёрный слон · g6 белая пешка · a5 белый король · b5 белая пешка · d5 белая пешка · e5 чёрный конь · h5 белая пешка · e4 белая ладья · g2 чёрный конь · h2 чёрная пешка | a7 чёрный король · a6 белая пешка · d6 чёрный слон · g6 белая пешка · a5 белый король · b5 белая пешка · d5 белая пешка · e5 чёрный конь · h5 белая пешка · e4 белая ладья · g2 чёрный конь · h2 чёрная пешка | a7 чёрный король · a6 белая пешка · d6 чёрный слон · g6 белая пешка · a5 белый король · b5 белая пешка · d5 белая пешка · e5 чёрный конь · h5 белая пешка · e4 белая ладья · g2 чёрный конь · h2 чёрная пешка | 4 |
| 3 | a7 чёрный король · a6 белая пешка · d6 чёрный слон · g6 белая пешка · a5 белый король · b5 белая пешка · d5 белая пешка · e5 чёрный конь · h5 белая пешка · e4 белая ладья · g2 чёрный конь · h2 чёрная пешка | a7 чёрный король · a6 белая пешка · d6 чёрный слон · g6 белая пешка · a5 белый король · b5 белая пешка · d5 белая пешка · e5 чёрный конь · h5 белая пешка · e4 белая ладья · g2 чёрный конь · h2 чёрная пешка | a7 чёрный король · a6 белая пешка · d6 чёрный слон · g6 белая пешка · a5 белый король · b5 белая пешка · d5 белая пешка · e5 чёрный конь · h5 белая пешка · e4 белая ладья · g2 чёрный конь · h2 чёрная пешка | a7 чёрный король · a6 белая пешка · d6 чёрный слон · g6 белая пешка · a5 белый король · b5 белая пешка · d5 белая пешка · e5 чёрный конь · h5 белая пешка · e4 белая ладья · g2 чёрный конь · h2 чёрная пешка | a7 чёрный король · a6 белая пешка · d6 чёрный слон · g6 белая пешка · a5 белый король · b5 белая пешка · d5 белая пешка · e5 чёрный конь · h5 белая пешка · e4 белая ладья · g2 чёрный конь · h2 чёрная пешка | a7 чёрный король · a6 белая пешка · d6 чёрный слон · g6 белая пешка · a5 белый король · b5 белая пешка · d5 белая пешка · e5 чёрный конь · h5 белая пешка · e4 белая ладья · g2 чёрный конь · h2 чёрная пешка | a7 чёрный король · a6 белая пешка · d6 чёрный слон · g6 белая пешка · a5 белый король · b5 белая пешка · d5 белая пешка · e5 чёрный конь · h5 белая пешка · e4 белая ладья · g2 чёрный конь · h2 чёрная пешка | a7 чёрный король · a6 белая пешка · d6 чёрный слон · g6 белая пешка · a5 белый король · b5 белая пешка · d5 белая пешка · e5 чёрный конь · h5 белая пешка · e4 белая ладья · g2 чёрный конь · h2 чёрная пешка | 3 |
| 2 | a7 чёрный король · a6 белая пешка · d6 чёрный слон · g6 белая пешка · a5 белый король · b5 белая пешка · d5 белая пешка · e5 чёрный конь · h5 белая пешка · e4 белая ладья · g2 чёрный конь · h2 чёрная пешка | a7 чёрный король · a6 белая пешка · d6 чёрный слон · g6 белая пешка · a5 белый король · b5 белая пешка · d5 белая пешка · e5 чёрный конь · h5 белая пешка · e4 белая ладья · g2 чёрный конь · h2 чёрная пешка | a7 чёрный король · a6 белая пешка · d6 чёрный слон · g6 белая пешка · a5 белый король · b5 белая пешка · d5 белая пешка · e5 чёрный конь · h5 белая пешка · e4 белая ладья · g2 чёрный конь · h2 чёрная пешка | a7 чёрный король · a6 белая пешка · d6 чёрный слон · g6 белая пешка · a5 белый король · b5 белая пешка · d5 белая пешка · e5 чёрный конь · h5 белая пешка · e4 белая ладья · g2 чёрный конь · h2 чёрная пешка | a7 чёрный король · a6 белая пешка · d6 чёрный слон · g6 белая пешка · a5 белый король · b5 белая пешка · d5 белая пешка · e5 чёрный конь · h5 белая пешка · e4 белая ладья · g2 чёрный конь · h2 чёрная пешка | a7 чёрный король · a6 белая пешка · d6 чёрный слон · g6 белая пешка · a5 белый король · b5 белая пешка · d5 белая пешка · e5 чёрный конь · h5 белая пешка · e4 белая ладья · g2 чёрный конь · h2 чёрная пешка | a7 чёрный король · a6 белая пешка · d6 чёрный слон · g6 белая пешка · a5 белый король · b5 белая пешка · d5 белая пешка · e5 чёрный конь · h5 белая пешка · e4 белая ладья · g2 чёрный конь · h2 чёрная пешка | a7 чёрный король · a6 белая пешка · d6 чёрный слон · g6 белая пешка · a5 белый король · b5 белая пешка · d5 белая пешка · e5 чёрный конь · h5 белая пешка · e4 белая ладья · g2 чёрный конь · h2 чёрная пешка | 2 |
| 1 | a7 чёрный король · a6 белая пешка · d6 чёрный слон · g6 белая пешка · a5 белый король · b5 белая пешка · d5 белая пешка · e5 чёрный конь · h5 белая пешка · e4 белая ладья · g2 чёрный конь · h2 чёрная пешка | a7 чёрный король · a6 белая пешка · d6 чёрный слон · g6 белая пешка · a5 белый король · b5 белая пешка · d5 белая пешка · e5 чёрный конь · h5 белая пешка · e4 белая ладья · g2 чёрный конь · h2 чёрная пешка | a7 чёрный король · a6 белая пешка · d6 чёрный слон · g6 белая пешка · a5 белый король · b5 белая пешка · d5 белая пешка · e5 чёрный конь · h5 белая пешка · e4 белая ладья · g2 чёрный конь · h2 чёрная пешка | a7 чёрный король · a6 белая пешка · d6 чёрный слон · g6 белая пешка · a5 белый король · b5 белая пешка · d5 белая пешка · e5 чёрный конь · h5 белая пешка · e4 белая ладья · g2 чёрный конь · h2 чёрная пешка | a7 чёрный король · a6 белая пешка · d6 чёрный слон · g6 белая пешка · a5 белый король · b5 белая пешка · d5 белая пешка · e5 чёрный конь · h5 белая пешка · e4 белая ладья · g2 чёрный конь · h2 чёрная пешка | a7 чёрный король · a6 белая пешка · d6 чёрный слон · g6 белая пешка · a5 белый король · b5 белая пешка · d5 белая пешка · e5 чёрный конь · h5 белая пешка · e4 белая ладья · g2 чёрный конь · h2 чёрная пешка | a7 чёрный король · a6 белая пешка · d6 чёрный слон · g6 белая пешка · a5 белый король · b5 белая пешка · d5 белая пешка · e5 чёрный конь · h5 белая пешка · e4 белая ладья · g2 чёрный конь · h2 чёрная пешка | a7 чёрный король · a6 белая пешка · d6 чёрный слон · g6 белая пешка · a5 белый король · b5 белая пешка · d5 белая пешка · e5 чёрный конь · h5 белая пешка · e4 белая ладья · g2 чёрный конь · h2 чёрная пешка | 1 |
|   | a | b | c | d | e | f | g | h |   |

1.b6+ Крa8 2.Лe1! К:e1  

3.g7 h1Ф 4.g8Ф+ Сb8 

5.a7 Кc6+! 6.dc Ф:h5+ 

Продолжение на следующей диаграмме
|   | a                | b              | c              | d  | e              | f  | g              | h               |   |  |
| 8 | a8 чёрный король | b8 чёрный слон | c8             | d8 | e8             | f8 | g8 белый ферзь | h8              | 8 |  |
| 7 | a7 белая пешка   | b7             | c7             | d7 | e7             | f7 | g7             | h7              | 7 |  |
| 6 | a6               | b6 белая пешка | c6 белая пешка | d6 | e6             | f6 | g6             | h6              | 6 |  |
| 5 | a5 белый король  | b5             | c5             | d5 | e5             | f5 | g5             | h5 чёрный ферзь | 5 |  |
| 4 | a4               | b4             | c4             | d4 | e4             | f4 | g4             | h4              | 4 |  |
| 3 | a3               | b3             | c3             | d3 | e3             | f3 | g3             | h3              | 3 |  |
| 2 | a2               | b2             | c2             | d2 | e2             | f2 | g2             | h2              | 2 |  |
| 1 | a1               | b1             | c1             | d1 | e1 чёрный конь | f1 | g1             | h1              | 1 |  |
|   | a                | b              | c              | d  | e              | f  | g              | h               |   |  |

Игра достигла кульминации. Кажется, что атака белых зашла в тупик — после 7.Kpa6 Фe2+, 7.Kpa4 Фd1+ или 7.Kpb4 Kc2(d3)+ будет вечный шах. Решает

7.Фg5!! — «ход из другого мира», принесший автору всемирную славу. «Поразительная жертва ферзя „всего лишь“ для того, чтобы переместить ферзя соперника на поле другого цвета!» 

7...Ф:g5+ 8.Крa6 С:a7 9.c7! Две пешки против ферзя и двух лёгких фигур! Белые угрожают 10.b7# или 10.c8Ф+

9...Фa5+ 10.Kp:a5 Kpb7 11.ba и взамен пожертвованного белого ферзя неизбежно появится другой, тоже превращённый из пешки. 11...Kp:a7 12.c8Ф с победой.
|   | a | b | c | d | e | f | g | h |   |
| - | --- | --- | --- | --- | --- | --- | --- | --- | - |
| 8 | e8 белый король · g8 белый конь · h8 белый конь · f5 чёрный король · f4 чёрная пешка · h3 белая пешка | e8 белый король · g8 белый конь · h8 белый конь · f5 чёрный король · f4 чёрная пешка · h3 белая пешка | e8 белый король · g8 белый конь · h8 белый конь · f5 чёрный король · f4 чёрная пешка · h3 белая пешка | e8 белый король · g8 белый конь · h8 белый конь · f5 чёрный король · f4 чёрная пешка · h3 белая пешка | e8 белый король · g8 белый конь · h8 белый конь · f5 чёрный король · f4 чёрная пешка · h3 белая пешка | e8 белый король · g8 белый конь · h8 белый конь · f5 чёрный король · f4 чёрная пешка · h3 белая пешка | e8 белый король · g8 белый конь · h8 белый конь · f5 чёрный король · f4 чёрная пешка · h3 белая пешка | e8 белый король · g8 белый конь · h8 белый конь · f5 чёрный король · f4 чёрная пешка · h3 белая пешка | 8 |
| 7 | e8 белый король · g8 белый конь · h8 белый конь · f5 чёрный король · f4 чёрная пешка · h3 белая пешка | e8 белый король · g8 белый конь · h8 белый конь · f5 чёрный король · f4 чёрная пешка · h3 белая пешка | e8 белый король · g8 белый конь · h8 белый конь · f5 чёрный король · f4 чёрная пешка · h3 белая пешка | e8 белый король · g8 белый конь · h8 белый конь · f5 чёрный король · f4 чёрная пешка · h3 белая пешка | e8 белый король · g8 белый конь · h8 белый конь · f5 чёрный король · f4 чёрная пешка · h3 белая пешка | e8 белый король · g8 белый конь · h8 белый конь · f5 чёрный король · f4 чёрная пешка · h3 белая пешка | e8 белый король · g8 белый конь · h8 белый конь · f5 чёрный король · f4 чёрная пешка · h3 белая пешка | e8 белый король · g8 белый конь · h8 белый конь · f5 чёрный король · f4 чёрная пешка · h3 белая пешка | 7 |
| 6 | e8 белый король · g8 белый конь · h8 белый конь · f5 чёрный король · f4 чёрная пешка · h3 белая пешка | e8 белый король · g8 белый конь · h8 белый конь · f5 чёрный король · f4 чёрная пешка · h3 белая пешка | e8 белый король · g8 белый конь · h8 белый конь · f5 чёрный король · f4 чёрная пешка · h3 белая пешка | e8 белый король · g8 белый конь · h8 белый конь · f5 чёрный король · f4 чёрная пешка · h3 белая пешка | e8 белый король · g8 белый конь · h8 белый конь · f5 чёрный король · f4 чёрная пешка · h3 белая пешка | e8 белый король · g8 белый конь · h8 белый конь · f5 чёрный король · f4 чёрная пешка · h3 белая пешка | e8 белый король · g8 белый конь · h8 белый конь · f5 чёрный король · f4 чёрная пешка · h3 белая пешка | e8 белый король · g8 белый конь · h8 белый конь · f5 чёрный король · f4 чёрная пешка · h3 белая пешка | 6 |
| 5 | e8 белый король · g8 белый конь · h8 белый конь · f5 чёрный король · f4 чёрная пешка · h3 белая пешка | e8 белый король · g8 белый конь · h8 белый конь · f5 чёрный король · f4 чёрная пешка · h3 белая пешка | e8 белый король · g8 белый конь · h8 белый конь · f5 чёрный король · f4 чёрная пешка · h3 белая пешка | e8 белый король · g8 белый конь · h8 белый конь · f5 чёрный король · f4 чёрная пешка · h3 белая пешка | e8 белый король · g8 белый конь · h8 белый конь · f5 чёрный король · f4 чёрная пешка · h3 белая пешка | e8 белый король · g8 белый конь · h8 белый конь · f5 чёрный король · f4 чёрная пешка · h3 белая пешка | e8 белый король · g8 белый конь · h8 белый конь · f5 чёрный король · f4 чёрная пешка · h3 белая пешка | e8 белый король · g8 белый конь · h8 белый конь · f5 чёрный король · f4 чёрная пешка · h3 белая пешка | 5 |
| 4 | e8 белый король · g8 белый конь · h8 белый конь · f5 чёрный король · f4 чёрная пешка · h3 белая пешка | e8 белый король · g8 белый конь · h8 белый конь · f5 чёрный король · f4 чёрная пешка · h3 белая пешка | e8 белый король · g8 белый конь · h8 белый конь · f5 чёрный король · f4 чёрная пешка · h3 белая пешка | e8 белый король · g8 белый конь · h8 белый конь · f5 чёрный король · f4 чёрная пешка · h3 белая пешка | e8 белый король · g8 белый конь · h8 белый конь · f5 чёрный король · f4 чёрная пешка · h3 белая пешка | e8 белый король · g8 белый конь · h8 белый конь · f5 чёрный король · f4 чёрная пешка · h3 белая пешка | e8 белый король · g8 белый конь · h8 белый конь · f5 чёрный король · f4 чёрная пешка · h3 белая пешка | e8 белый король · g8 белый конь · h8 белый конь · f5 чёрный король · f4 чёрная пешка · h3 белая пешка | 4 |
| 3 | e8 белый король · g8 белый конь · h8 белый конь · f5 чёрный король · f4 чёрная пешка · h3 белая пешка | e8 белый король · g8 белый конь · h8 белый конь · f5 чёрный король · f4 чёрная пешка · h3 белая пешка | e8 белый король · g8 белый конь · h8 белый конь · f5 чёрный король · f4 чёрная пешка · h3 белая пешка | e8 белый король · g8 белый конь · h8 белый конь · f5 чёрный король · f4 чёрная пешка · h3 белая пешка | e8 белый король · g8 белый конь · h8 белый конь · f5 чёрный король · f4 чёрная пешка · h3 белая пешка | e8 белый король · g8 белый конь · h8 белый конь · f5 чёрный король · f4 чёрная пешка · h3 белая пешка | e8 белый король · g8 белый конь · h8 белый конь · f5 чёрный король · f4 чёрная пешка · h3 белая пешка | e8 белый король · g8 белый конь · h8 белый конь · f5 чёрный король · f4 чёрная пешка · h3 белая пешка | 3 |
| 2 | e8 белый король · g8 белый конь · h8 белый конь · f5 чёрный король · f4 чёрная пешка · h3 белая пешка | e8 белый король · g8 белый конь · h8 белый конь · f5 чёрный король · f4 чёрная пешка · h3 белая пешка | e8 белый король · g8 белый конь · h8 белый конь · f5 чёрный король · f4 чёрная пешка · h3 белая пешка | e8 белый король · g8 белый конь · h8 белый конь · f5 чёрный король · f4 чёрная пешка · h3 белая пешка | e8 белый король · g8 белый конь · h8 белый конь · f5 чёрный король · f4 чёрная пешка · h3 белая пешка | e8 белый король · g8 белый конь · h8 белый конь · f5 чёрный король · f4 чёрная пешка · h3 белая пешка | e8 белый король · g8 белый конь · h8 белый конь · f5 чёрный король · f4 чёрная пешка · h3 белая пешка | e8 белый король · g8 белый конь · h8 белый конь · f5 чёрный король · f4 чёрная пешка · h3 белая пешка | 2 |
| 1 | e8 белый король · g8 белый конь · h8 белый конь · f5 чёрный король · f4 чёрная пешка · h3 белая пешка | e8 белый король · g8 белый конь · h8 белый конь · f5 чёрный король · f4 чёрная пешка · h3 белая пешка | e8 белый король · g8 белый конь · h8 белый конь · f5 чёрный король · f4 чёрная пешка · h3 белая пешка | e8 белый король · g8 белый конь · h8 белый конь · f5 чёрный король · f4 чёрная пешка · h3 белая пешка | e8 белый король · g8 белый конь · h8 белый конь · f5 чёрный король · f4 чёрная пешка · h3 белая пешка | e8 белый король · g8 белый конь · h8 белый конь · f5 чёрный король · f4 чёрная пешка · h3 белая пешка | e8 белый король · g8 белый конь · h8 белый конь · f5 чёрный король · f4 чёрная пешка · h3 белая пешка | e8 белый король · g8 белый конь · h8 белый конь · f5 чёрный король · f4 чёрная пешка · h3 белая пешка | 1 |
|   | a | b | c | d | e | f | g | h |   |

1.Кf7? f3 2.Кgh6+ Крf4 3.Кg4 Крg3 4.Кg5 Крh4=
1.Кe7+! Крg5 2.Кhg6 f3 

3.h4+ Крh5 (3...Крg4 4.Кd5) 

4.Крf7! f2 5.Кd5! f1Ф+  

6.Крg7 Крg4 (6...Фa1+ 7.Кf6+) 7.Кe3+.